# Validez incremental
La validez incremental se puede definir como la contribución de un predictor a un criterio respecto de otra fuente de información previa utilizada dentro del mismo proceso de evaluación.

## Validez incremental de las fuentes informantes
La validez incremental de las fuentes informantes es crucial en el ámbito de la evaluación psicológica. Se refiere a la capacidad de un/a nuevo/a informante añadido/a a un proceso de evaluación para mejorar de manera significativa la precisión predictiva y la calidad de las decisiones tomadas en comparación con el uso de informantes previamente establecidos/as. En otras palabras, se trata de determinar en qué medida la inclusión de una nueva fuente de información enriquece la comprensión global del fenómeno evaluado.
Este concepto es particularmente relevante en un enfoque multi-informante, donde se recopila información de diversas fuentes, como familiares, profesionales de la salud mental, entre otros. La validez incremental implica evaluar cómo cada fuente de información contribuye de manera única al proceso de evaluación, permitiendo así una mejor comprensión del fenómeno en cuestión.
La investigación sobre la validez incremental ha destacado la importancia de considerar no solo la cantidad de información proporcionada por cada informante, sino también la calidad y la singularidad de esa información. Además, se ha observado que la inclusión de múltiples informantes puede ofrecer una perspectiva más completa y precisa de la situación evaluada, lo que puede mejorar la eficacia de las intervenciones y tratamientos posteriores.
A pesar de su importancia, la validez incremental no ha sido ampliamente investigada en la literatura psicológica, especialmente en el contexto de la evaluación infantil donde la evaluación multifuente es habitual.